# Opamyrma hungvuong
Opamyrma es un género de hormigas que solo contiene la especie Opamyrma hungvuong. Se distribuyen por Vietnam. Solo se conocen las obreras.